# ديوان الهذليين
ديوان الهذليين مجموع مشتمل على جملة من دواوين العرب العرباء أولها ديوان حسان بن ثابت وواحد وثلاثون من دواوين شعراء هذيل، وديوان لبيد، وديوان الشماخ، وديوان الأعشى، وديوان ذي الرمة، وديوان ابن الدمينة، وديوان سراقة البارقي، لمالكه محمد محمود بن التلاميد التركزي الشنقيطي المدني ثم المكي، وكتبه مالكه واقفه سنة ثلاث وتسعين ومائتين وألف.